# ピアノ協奏曲第25番 (モーツァルト)
ピアノ協奏曲第25番 ハ長調 K. 503 は、ヴォルフガング・アマデウス・モーツァルトが1786年に作曲したピアノ協奏曲。

## 概要
モーツァルト自身の作品目録によれば、本作は1786年12月4日に完成された。初演は翌日の12月5日に行われたとされる説があるが、定かではない。
20番台の協奏曲の中では比較的録音や演奏の機会は少ないが、1784年の第14番（K. 449）から続いてきたピアノ協奏曲の連作を締めくくる華麗で雄大な曲。本作からモーツァルトの死までは、ピアノ協奏曲は第26番『戴冠式』（K. 537）と第27番（K. 595）が散発的に書かれただけである。また、本作が完成した2日後には、ケッヘル番号が1つ違いの交響曲第38番『プラハ』（K. 504）が完成した。
モーツァルトの弟子のヨハン・ネポムク・フンメルが、ピアノ・フルート・ヴァイオリン・チェロ用の編曲を残しており、白神典子らが録音している。また、フンメルはピアノ独奏用にも編曲している。

## 楽器編成
独奏ピアノ、フルート1、オーボエ2、ファゴット2、ホルン2、トランペット2、ティンパニ、弦五部。

## 曲の構成
全3楽章。演奏時間は約30分。第1楽章のカデンツァはモーツァルト自身のものは残されていない。また、第2、第3楽章にはカデンツァはない。
- 第1楽章 アレグロ・マエストーソ
ハ長調、4分の4拍子、ソナタ形式。
お使いのブラウザーでは、音声再生がサポートされていません。音声ファイルをダウンロードをお試しください。
力強いファンファーレ風の主題で始まるが、提示部では何度も短調の翳りを見せる。展開部では、第1提示部の後半に登場した副主題が執拗に繰り返される。

- 第2楽章 アンダンテ
ヘ長調、4分の3拍子、ソナタ形式。
アダージョのようなゆったりとした主題が歌われる。オーケストラのみの短い第1提示部とピアノが加わった第2提示部の後に、展開部なしに再現部が続く。

- 第3楽章 アレグレット
ハ長調、4分の2拍子、ロンド形式。
お使いのブラウザーでは、音声再生がサポートされていません。音声ファイルをダウンロードをお試しください。
自身が作曲したオペラ『イドメネオ』のガヴォット（K. 367）による軽快なロンド主題で始まる。主題が回帰したあとに短調で始まるエピソードは大規模で、この部分を展開部と見なしてロンドソナタ形式と捉えることもできる。なお、モーツァルトの自筆譜には「アレグレット」という速度指定はない。